# Batman (Trilogia del cavaliere oscuro)
Bruce Wayne, noto anche con il suo alias supereroistico Batman, è un personaggio immaginario e il protagonista della Trilogia del cavaliere oscuro di Christopher Nolan, basato sull'omonimo personaggio di DC Comics. Il personaggio è stato interpretato da Christian Bale (da adulto) e da Gus Lewis (da bambino, nel film Batman Begins).
A differenza del personaggio dei film di Tim Burton e Joel Schumacher, questa versione di Batman è esplorata più in profondità, poiché la Trilogia del cavaliere oscuro fornisce un arco narrativo completo per il personaggio ed è stata pensata da Nolan per essere più realistica rispetto alle precedenti incarnazioni.
In tutti e tre i film, Bruce è un miliardario originario di Gotham City e l'unico figlio del ricco industriale e medico Thomas Wayne, dal quale ha ereditato una partecipazione di controllo nella società tecnologica Wayne Enterprises. Dopo aver assistito all'omicidio dei suoi genitori all'età di otto anni e spinto dal suo amore per Rachel Dawes, Bruce viaggia per studiare il mondo della criminalità e addestrarsi a combattere l'ingiustizia. Dopo un rigoroso addestramento nella Setta delle Ombre, Wayne torna a Gotham per riprendere il controllo dell'azienda di famiglia e inizia a combattere il crimine organizzato nei panni di Batman, un vigilante coraggioso e irascibile, utilizzando tecnologie militari avanzate e basando il suo personaggio sulla sua paura infantile dei pipistrelli, iniziando il suo percorso da eroe.
Il Batman di Christian Bale è considerato uno dei più grandi antieroi e supereroi del cinema. L'interpretazione di Bale è stata molto apprezzata e alcuni critici la considerano uno dei motivi del successo della Trilogia del cavaliere oscuro, con gli ultimi due film che hanno incassato oltre 1 miliardo di dollari ciascuno, ripristinando così l'interesse del pubblico per Batman nel 21º secolo.

## Biografia del personaggio

### Batman Begins(2005)
Bruce Wayne è nato a Gotham City, figlio del ricco industriale Thomas Wayne e di sua moglie Martha. Da bambino, giocando a "chi trova tiene" con la sua amica d'infanzia Rachel Dawes, cadde in un pozzo situato presso la Wayne Manor ed è stato attaccato da uno stormo di pipistrelli, cosa che gli ha provocato una paura nei loro confronti. Poi viene salvato dal padre. Dopo la sua riabilitazione fisica, Bruce visita una nuova monorotaia finanziata dal padre, che spiega che ha quasi mandato in bancarotta la sua azienda, la Wayne Enterprises, per costruirla per aiutare Gotham City, che sta attraversando una crisi economica. Quella sera, Bruce accompagna i suoi genitori a vedere l'opera Mefistofele, ma viene spaventato da artisti mascherati da pipistrelli e chiede ai genitori di uscire dal teatro. Mentre i suoi genitori lo riportano a casa, incontrano un rapinatore di strada di nome Joe Chill, che spara a entrambi a morte proprio di fronte a Bruce, lasciandolo profondamente traumatizzato. Poco dopo, Bruce viene confortato dall'agente di polizia James Gordon mentre Chill viene arrestato, e poi crebbe sotto la tutela del maggiordomo della famiglia Wayne, Alfred Pennyworth.
Quattordici anni dopo, Bruce è ancora in lutto per i suoi genitori e partecipa a un'udienza nel caso di Chill, al termine della quale il giudice decide di rilasciare il criminale sulla parola. Prima che Bruce possa vendicarsi, tuttavia, Chill viene assassinato da un'assassina che lavora per il boss mafioso Carmine Falcone, contro il quale Chill avrebbe dovuto testimoniare. Quando Bruce racconta a Rachel Dawes, neolaureata in giurisprudenza, cosa aveva pianificato di fare, lei è disgustata e gli fa la predica sulla differenza tra giustizia e vendetta, il che lo spinge ad affrontare personalmente Falcone. Ma Falcone sopprime la risolutezza di Bruce, affermando che non capisce il mondo criminale, così Bruce lascia Gotham, con l'intenzione di esplorare il mondo per trovare i mezzi per combattere l'ingiustizia.
Nei sette anni successivi, Bruce viaggia per il mondo per capire la mentalità criminale, spesso commettendo lui stesso piccoli crimini solo per sopravvivere. Dopo essere stato arrestato in Bhutan per rapina e aver preso parte a una rissa in prigione, Bruce viene avvicinato da un uomo misterioso, Henri Ducard, che lo invita a unirsi alla Setta delle Ombre, un gruppo di ninja d'élite. Mentre si allena con Ducard, Wayne supera la sua paura e acquisisce le abilità di un ninja. Tuttavia, si rifiuta di completare la prova finale, ovvero l'esecuzione sommaria di un ladro. Dopo aver appreso che la Setta intende distruggere Gotham City - credendo che sia irrecuperabile - Bruce brucia il tempio della Setta, con la morte del loro leader Ra's al Ghul, ma salvando un Ducard privo di sensi.
Bruce torna a Gotham, con l'intenzione di usare le abilità marziali apprese per combattere il crimine come simbolo di paura. Bruce si interessa alla Wayne Enterprises, che sta diventando pubblica per mano dello spregiudicato William Earle. L'archivista della compagnia Lucius Fox, amico del padre di Bruce, consente a Bruce di accedere a prototipi di tecnologie di difesa, tra cui una tuta corazzata e un veicolo da combattimento all'avanguardia, la Tumbler. Bruce si atteggia pubblicamente a playboy superficiale mentre allestisce una base segreta in una caverna sotto Wayne Manor e assume l'identità del vigilante "Batman", ispirato dalla sua paura infantile, che intende instillare nel cuore dei suoi avversari. Si rivolge a Rachel, ora procuratore distrettuale assistente della città, e a Gordon, ora sergente, per farsi aiutare nella sua lotta contro il crimine.
Mentre pattuglia, Bruce intercetta un carico di droga di Falcone, lo lega a un riflettore (consegnandolo alle autorità) e fornisce prove incriminanti a Rachel e Gordon per arrestarlo. Il capo psichiatra corrotto dell'Arkham Asylum, il dottor Jonathan Crane, fa impazzire Falcone con un potente gas allucinogeno che induce paura, impedendogli di rivelare alla polizia quello che sa. Batman affronta Crane, che lo avvelena con lo stesso gas, debilitandolo con visioni dell'omicidio dei suoi genitori. Tuttavia, Alfred lo salva e Fox gli somministra un antidoto.
Quando Rachel accusa Crane di corruzione, lui rivela di aver introdotto la sua tossina nella rete idrica di Gotham. Crane avvelena anche Rachel, ma Batman sottomette e interroga Crane, che afferma di lavorare per Ra's al Ghul. Poi Batman elude la polizia per mettere in salvo Rachel nella caverna, dove la rianima, le dà una fiala dell'antidoto per Gordon e un'altra per la produzione di massa.
Alla festa del trentesimo compleanno di Bruce, riappare Ducard, rivelando di essere il vero Ra's al Ghul (l'altro era stato un'esca). Usando un emettitore di microonde rubato alla Wayne Enterprises, progetta di vaporizzare la fornitura idrica di Gotham in modo che il veleno di Crane venga evaporato, causando un'isteria di massa che distruggerà la città. Ra's rivela che la Setta era responsabile della depressione economica della città, che ha spinto persone come Chill a dedicarsi al crimine solo per sopravvivere, quindi rendendo la Setta indirettamente responsabile dell'omicidio dei genitori di Bruce. Ra's fa incendiare Wayne Manor e lascia Bruce a morire, ma Alfred lo salva. Ra's fa caricare l'emettitore di microonde sulla monorotaia per rilasciare la tossina. Batman salva Rachel da una folla drogata e le rivela indirettamente la sua identità. Mentre Gordon usa i cannoni della Tumbler per distruggere una sezione dei binari, Batman sconfigge Ra's e scappa dal treno, lasciando il suo ex mentore morire nello schianto del treno.
Bruce conquista il rispetto e l'amore di Rachel, ma lei decide che non potrà stare con lui finché Gotham avrà bisogno di Batman. Intanto Bruce ha acquistato una quota di controllo della Wayne Enterprises, licenziando Earle e sostituendolo con Fox. Gordon, ora promosso a tenente, chiama Batman utilizzando il Bat-Segnale e gli racconta di un criminale che si fa chiamare Joker. Batman promette di dargli la caccia.

### Il cavaliere oscuro(2008)
Un anno dopo, Batman è diventato una grave minaccia per il crimine organizzato di Gotham e ha ispirato il pubblico, al punto che diversi vigilanti armati hanno iniziato a travestirsi come lui e ad attaccare i criminali in un maldestro tentativo di aiutare la sua crociata. Batman ferma un gruppo di questi vigilanti quando attaccano Crane e un gruppo di mafiosi e cattura l'intero gruppo, ma le ferite subite durante lo scontro lo portano a progettare una nuova armatura più versatile. Oltre al Bat-segnale, Gordon comunica con Batman tramite un segnale telefonico criptato e contemplano l'idea di coinvolgere il nuovo procuratore distrettuale di Gotham, nonché fidanzato di Rachel, Harvey Dent, nel loro piano per sradicare la mafia. Mentre Bruce è il rivale di Dent per l'amore di Rachel, è colpito dalla dedizione del procuratore distrettuale alla lotta al crimine e spera che Dent diventi il protettore della città in modo che possa rinunciare a essere Batman e vivere una vita normale con Rachel. Bruce si reca a Hong Kong con il pretesto di una vacanza in yacht con il Balletto di Mosca per catturare il contabile della mafia Lau come Batman, così che Gordon e Dent possano usarlo per confiscare i soldi della mafia. Nel frattempo, Batman e Gordon entrano ufficialmente in conflitto con Joker, un clown orrendamente sfigurato che agisce come rapinatore di banche, assassino e terrorista.
In rappresaglia per il loro breve arresto, i boss della mafia Sal Maroni e Chechen pagano al Joker metà dei loro soldi per uccidere Batman. Joker minaccia pubblicamente di uccidere persone ogni giorno finché Batman non rivela la sua vera identità e si faccia arrestare, e mantiene la sua minaccia uccidendo il commissario Gillian B. Loeb e, apparentemente, Gordon. Bruce decide di consegnarsi alla polizia e si scambia un ultimo bacio con Rachel, rifugiatasi nel suo attico per protezione. Prima che Bruce possa costituirsi, Dent dichiara pubblicamente di essere Batman per attirare Joker, che tenta di uccidere Dent durante il trasporto, ma Gordon (che ha finto la sua morte) e Batman intervengono in tempo per catturarlo.
Con il Joker in custodia, Batman e Gordon, ora promosso a Commissario, credono che la crisi sia finita, ma si allarmano quando Dent non è più rintracciabile. Disperato per trovare Dent e Rachel, Batman interroga e percuote brutalmente il Joker, che rivela che i due sono stati portati in lati opposti della città, abbastanza lontani tra loro da non dare a Batman il tempo di salvarli entrambi. Batman corre a salvare Rachel, mentre Gordon e la polizia sono sulle tracce di Dent. A loro insaputa, tuttavia, Joker ha scambiato gli indirizzi, mandando Batman da Dent e Gordon da Rachel. Batman salva Dent proprio mentre entrambi gli edifici esplodono, ma il volto di Dent rimane sfigurato e Rachel viene uccisa. Bruce è devastato dalla sua morte, trovando conforto solo nella convinzione che lei lo avrebbe scelto; per risparmiargli un altro dolore, Alfred decide di bruciare una lettera che Rachel gli aveva dato in cui scriveva di aver deciso di sposare Dent. Nel frattempo, il diabolico Joker convince Dent a vendicarsi delle persone che incolpa della morte di Rachel.
Quando Joker minaccia di far esplodere un ospedale se qualcuno non uccide Coleman Reese, un fiduciario della Wayne Enterprises che ha dedotto l'identità segreta di Batman e stava per renderla pubblica in televisione, Bruce rischia la vita per salvarlo, convincendo Reese a mantenere il suo segreto. Quindi Joker rapisce un autobus pieno di persone e minaccia di far esplodere due traghetti pieni di gente, uccidendoli entrambi se un traghetto non sacrificherà l'altro. Batman convince un riluttante Fox a usare un sonar per monitorare tutta Gotham in modo da poter localizzare Joker. Alla fine, Batman libera gli ostaggi dell'autobus e sottomette il Joker, mentre nessuno dei due gruppi sui traghetti si distrugge a vicenda. Tuttavia, il Joker esulta affermando che la gente di Gotham perderà la fede nell'umanità una volta appresa la furia omicida di Dent, diventato il brutale vigilante Due Facce. Inorridito, Batman va a cercare Dent, lasciando il Joker alla polizia.
Batman trova Dent mentre tiene in ostaggio Gordon e la sua famiglia nel luogo della morte di Rachel. Dent minaccia di uccidere il figlio di Gordon per infliggergli il dolore della perdita di una persona cara, ma Batman lo convince a giudicare le persone che ritiene responsabili della morte di Rachel: Batman, sé stesso e Gordon. Dent lancia la sua moneta per decidere il loro destino; seguendo il sorteggio, spara a Batman e risparmia sé stesso. Mentre Dent sta per uccidere il figlio di Gordon, Batman, sopravvissuto grazie alla sua armatura, lo fa cadere da una sporgenza verso la sua morte, salvando il ragazzo prima di cadere e subendo un grave infortunio alla gamba. Determinato a preservare l'immagine eroica di Dent, Batman convince Gordon a coprire la cosa, prendendosi la colpa dei crimini di Dent e poi fugge dalla polizia che lo insegue.

### Il cavaliere oscuro - Il ritorno(2012)
Per i successivi otto anni, Bruce, ancora in lutto per la morte di Rachel, conduce una vita solitaria e raramente esce da Wayne Manor. Durante la sua assenza, la Wayne Enterprises sta perdendo soldi dopo che Bruce ha interrotto il progetto di un reattore nucleare a fusione tre anni prima quando ha scoperto che poteva essere usato come arma nucleare. Del resto, i suoi sforzi per liberare Gotham dalla criminalità hanno avuto successo; usando l'immagine di Dent come eroe martire, Gordon e i politici di Gotham hanno sradicato la criminalità organizzata in città con il Decreto Dent, una legge che conferisce alla polizia maggiore autorità. Bruce celebra la "Festa di Harvey Dent" a Wayne Manor, ma non prende parte ai festeggiamenti. La ladra Selina Kyle, che si è intrufolata al ricevimento, ruba una collana di perle che apparteneva alla defunta madre di Bruce e sopraffa Wayne quando cerca di fermarla. Bruce deduce che lei stava cercando le sue impronte digitali e non la collana. Rintraccia Selina a un gala e prende la collana, ma Selina scappa con la sua automobile.
Poco dopo, Wayne riceve la visita dell'agente di polizia John Blake, che gli racconta di un attacco a Gordon da parte di Bane, un membro scomunicato della Setta delle Ombre. Blake chiarisce inoltre di aver dedotto la sua identità segreta di Batman e di potersi relazionare con lui; anche Blake è orfano e ha imparato a nascondere la sua rabbia, e chiede a Bruce di tornare come Batman.
Nonostante le proteste di Alfred, Bruce ritorna come Batman per inseguire Bane, ma dei due, la polizia sceglie di inseguire Batman come obiettivo principale. Al ritorno a casa, Bruce litiga con Alfred, che teme che Bruce si farà uccidere come è successo ai suoi genitori; Alfred rivela che Rachel aveva scelto Dent al posto suo e si dimette.
Batman salva Selina da Bane e dai suoi uomini, fuggendo a bordo del Batwing, un gigantesco velivolo costruito da Fox. Sorpresa che Batman sia lo stesso "amico potente" di cui Wayne le aveva parlato, Selina lo informa di aver venduto le impronte digitali di Bruce a John Daggett, il corrotto rivale in affari di Bruce. Queste impronte digitali rubate cadono nelle mani di Bane, che le usa per fare una serie di transazioni, causando la bancarotta di Bruce. Il consiglio di amministrazione della Wayne Enterprises licenzia Bruce, ma convince l'amministratore delegato Miranda Tate a impedire a Daggett di rilevare l'azienda. Bane uccide quindi Daggett, che aveva lavorato segretamente con lui. Bruce e Miranda trascorrono la notte insieme, dopodiché Selina lo porta al nascondiglio di Bane. Quest'ultimo dichiara che intende completare la missione di Ra's al Ghul di distruggere Gotham. Poi Bane spezza la schiena a Batman e lo porta in una prigione sotterranea nel mezzo di un deserto mediorientale.
I prigionieri raccontano a Bruce la storia del figlio di Ra's al Ghul, nato e cresciuto in questa prigione prima di evadere, l'unico prigioniero ad averlo fatto. Dalla TV installata nella prigione, Bruce guarda impotente la copertura mediatica di Bane che trasforma Gotham in una terra di nessuno, liberando i criminali, intrappolando la polizia e rivelando la verità sui crimini di Harvey Dent.
Cinque mesi dopo, un Bruce guarito fugge dalla prigione e torna a Gotham dopo che Bane ha preso il controllo della città, progettando di distruggerla con il reattore a fusione di Wayne. Batman libera gli agenti di polizia che lo aiutano nello scontro con l'esercito di Bane per le strade di Gotham. Sebbene alla fine Batman riesca a sopraffare Bane, la situazione viene complicata da Miranda, che pugnala Batman, rivelandosi Talia al Ghul, la figlia di Ra's, e giura di completare l'opera di suo padre e vendicare la sua morte. Talia attiva il detonatore della bomba, ma Gordon riesce a bloccare il segnale. Talia va alla ricerca della bomba, lasciando Batman a Bane, ma quest'ultimo viene ucciso da Selina. Batman e Selina inseguono Talia per riportare la bomba nella camera del reattore dove può essere stabilizzata. Alla fine Talia ha un incidente, ma lei riesce ad allagare e distruggere la camera del reattore prima di morire. Senza altro modo per impedire l'esplosione, Batman usa il Batwing per allontanare la bomba dalla città. Prima del decollo, Batman bacia Selina e rivela sottilmente la sua identità a Gordon.
Si presume che Batman e Bruce siano morti dopo gli eventi recenti, con il primo onorato come un eroe. Wayne Manor diventa un orfanotrofio e il resto degli averi di Bruce vengono lasciati ad Alfred. Alla fine Gordon scopre il Bat-segnale riparato e Fox scopre che Bruce aveva riparato il pilota automatico difettoso del Batwing. Mentre è in vacanza a Firenze, in Italia, Alfred visita il suo bar preferito, dove nota Bruce sopravvissuto in compagnia di Selina. Blake si dimette dalla polizia e riceve un pacco di Bruce che lo porta alla Batcaverna.

## Caratterizzazione

### Personalità
Nella trilogia, Bruce Wayne è descritto come un uomo cupo e tormentato, ma anche estremamente coraggioso e disposto a mettere a pentimento la propria vita per il bene di Gotham City, con un trauma profondo derivante dall'omicidio dei suoi genitori. È molto dedito e determinato nella sua lotta alla criminalità, a volte ricorrendo a tattiche illegali e moralmente discutibili, guadagnandosi il soprannome di "cavaliere oscuro", in contrasto con Harvey Dent, che combatteva il crimine attraverso metodi legali ed era conosciuto come il "paladino di Gotham" prima di diventare Due Facce.
Il dolore di Bruce può portarlo a episodi di depressione molto grave. Quando i suoi genitori morirono, inizialmente pensava che fosse tutta colpa sua e, in seguito, sfogò la sua rabbia contro Joe Chill, l'assassino dei suoi genitori. Dopo aver perso la sua amica d'infanzia e amore della sua vita, Rachel Dawes, divenne sempre più solitario, sviluppando anche tendenze suicide, gettandosi a capofitto in risse che potrebbero ucciderlo.
Nonostante i suoi difetti, Bruce è anche un uomo perbene che crede nella bontà degli altri e si impegna a ripulire Gotham dalla criminalità. Nonostante il suo passato oscuro e il suo impegno serio, dimostra un certo senso dell'umorismo nei confronti del suo maggiordomo Alfred Pennyworth e un lato romantico nei confronti dei suoi interessi amorosi Rachel, Miranda Tate e Selina Kyle. Nonostante la sua immagine di un playboy in cerca di divertimento, investe in diverse donazioni benefiche e raccolte fondi, poiché la sua natura filantropica è un tratto che i suoi genitori gli hanno trasmesso.
L'aspetto più distintivo della personalità di Bruce è il suo rigido codice morale: nonostante spesso ferisca gravemente i criminali a cui si oppone con i suoi metodi violenti, si rifiuta di ucciderli, poiché ritiene che tutti gli uomini meritano un processo altrimenti non sarebbe migliore di loro; per questo motivo, il Joker lo ha definito "incorruttibile". Sebbene abbia lasciato morire Ra's al Ghul, dicendogli freddamente "Io non ti ucciderò, ma non sono tenuto a salvarti", ha mostrato compassione per i suoi nemici, come quando ha salvato un suo dipendente, il signor Reese, dall'essere ucciso, mentre stava per tradirlo rivelando al pubblico di essere Batman. Ha anche dimostrato di avere una grande fiducia nelle persone, come quando era sicuro che i passeggeri sui traghetti non si sarebbero fatti saltare in aria a vicenda (cosa che non è accaduta), il che è in netto contrasto con il Joker che credeva che tutti siano malvagi come lui quando sono sotto pressione.
Agli occhi del pubblico, Bruce Wayne si atteggia a playboy superficiale e spensierato, in modo da distogliere i sospetti da sé stesso. Come Batman, impiega l'immagine di una creatura mostruosa e oscura, simile a un pipistrello, che può scomparire a piacimento, incute paura nei cuori dei criminali e funge da simbolo di speranza e giustizia per i cittadini di Gotham.

### Competenze e abilità
Bruce Wayne è un artista marziale altamente qualificato, essendo stato addestrato da Ra's al Ghul nel ninjutsu. Grazie alla sua preparazione fisica, è stato in grado di sottomettere da solo una squadra di agenti SWAT e sconfiggere un gruppo di ninja della Setta delle Ombre con danni minimi. Ancor prima di allenarsi sotto Ra's, era già un abile combattente di strada, avendo imparato arti marziali cinesi in stile animale (in particolare la tigre e la pantera) e il jujutsu, in grado di combattere sei criminali (ed è stato sottilmente lasciato intendere che fossero uomini di Ra's) in una rissa in prigione, costringendo le guardie a rinchiuderlo in isolamento per la "protezione" degli altri detenuti.
Durante i suoi vagabondaggi in giro per il mondo, Wayne imparò altre lingue, in particolare il cinese mandarino.
Inoltre, Batman è molto intelligente in più campi. È un detective brillante e molto abile nel raccogliere prove, come la balistica e le impronte digitali sulla scena del crimine di Joker. È un abile ingegnere, in grado di correggere l'interruttore del pilota automatico del Batwing, e applicare il concetto di sonar di Fox che si è sparso come un virus su tutti i telefoni della città, oltre a usare i microfoni, che li collegavano a un generatore di ricevitore ad alta frequenza, creando così un sonar in grado di mappare l'intera Gotham. È anche un tattico esperto che usa l'intimidazione per estorcere informazioni dai sospettati, ma anche utilizzando diversivi come le polveri esplosive, seguendo il suo addestramento presso la Setta delle Ombre. Ha dimostrato eccezionali capacità furtive, che gli hanno permesso di scomparire a piacimento e di avvicinarsi di soppiatto ad altre persone senza essere notato. Grazie alla sua enorme ricchezza, Bruce ha accesso a tecnologie all'avanguardia per aiutarlo nella sua guerra al crimine.
Non ha poteri sovrumani conosciuti, ma ha una forza di volontà estrema, quasi sovrumana. È stato descritto da Joker come "davvero incorruttibile". Dopo il suo primo combattimento contro Bane, Bruce ha avuto bisogno di tutta la concentrazione per riprendersi e provare a salvare di nuovo Gotham City, in particolare per fuggire dal Pozzo.

### Equipaggiamento
Batman ha usato varianti di armatura di livello militare nella trilogia. I costumi e le attrezzature sono derivati dal programma di ricerca e sviluppo nella divisione di scienze applicate della Wayne Enterprises, e descritti da Lucius Fox in modo dettagliato nei primi due film.

#### Primo film

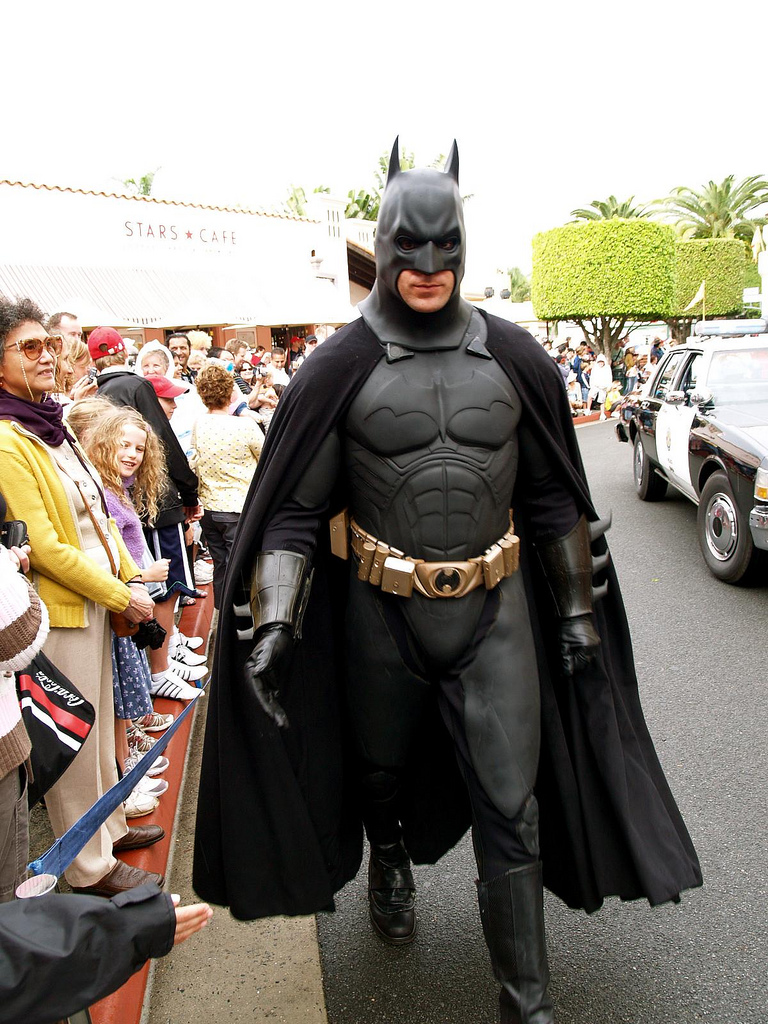
Un cosplay del primo costume.

Il primo costume era una tuta di sopravvivenza in Nomex del valore di $ 300.000, originariamente pensata per la fanteria ma considerata troppo costosa per l'esercito. Ha un doppio strato in kevlar che può fermare le armi da taglio e deviare i proiettili sparati indirettamente, e include giunture rinforzate. È stato rivestito con spray al lattice nero per mimetizzare e smorzare la firma di calore di Bruce dalle attrezzature per la visione notturna. Realizzato in grafite, il cappuccio funge da casco protettivo e include un auricolare di intercettazione avanzato nascosto nell'orecchio destro, che consente a Batman di ascoltare le conversazioni da lontano. Il tacco dello stivale sinistro contiene un dispositivo sonoro ad alta frequenza che può evocare i pipistrelli. Bruce ha aggiunto guanti corazzati sugli avambracci, un'innovazione derivata dalla sua esperienza come allievo della Setta delle Ombre di Ra's al Ghul. Utilizzati principalmente per difendersi da armi affilate, Bruce riuscì a sorprendere Ra's rompendo la lama del suo ninjatō con i guanti.
La Bat-cintura era un prototipo da scalatore e includeva un'imbracatura toracica, rimossa in seguito per favorire i movimenti. È dotata di contenitori a forma di tasche e cilindri magnetizzati, resistenti agli urti e attaccati alla cintura in punti ergonomici per un accesso più facile. Contiene una pistola alimentata a gas che spara un rampino magnetico con un monofilo metallico, un telefono cellulare criptato, shuriken a forma di pipistrello, minuscole mine esplosive, un periscopio flessibile a fibra ottica, paramani artigliati da ninja per l'arrampicata, un telecomando per la Thumbler e altre attrezzature non specificate.
Il mantello di Batman è fatto di stoffa in polimeri e molecole a memoria di forma, anch'esso sviluppato dalla divisione scienze applicate della Wayne Enterprises. È ultraleggero ed essenzialmente flessibile nel suo stato normale, ma assume una forma rigida quando lo attraversa una corrente elettrica dai microcircuiti nei palmi dei suoi guanti. Viene usato come deltaplano o paracadute dopo cadute e salti, consentendo al personaggio di calarsi a precipizio furtivamente e compiere atterraggi morbidi.

#### Secondo e terzo film

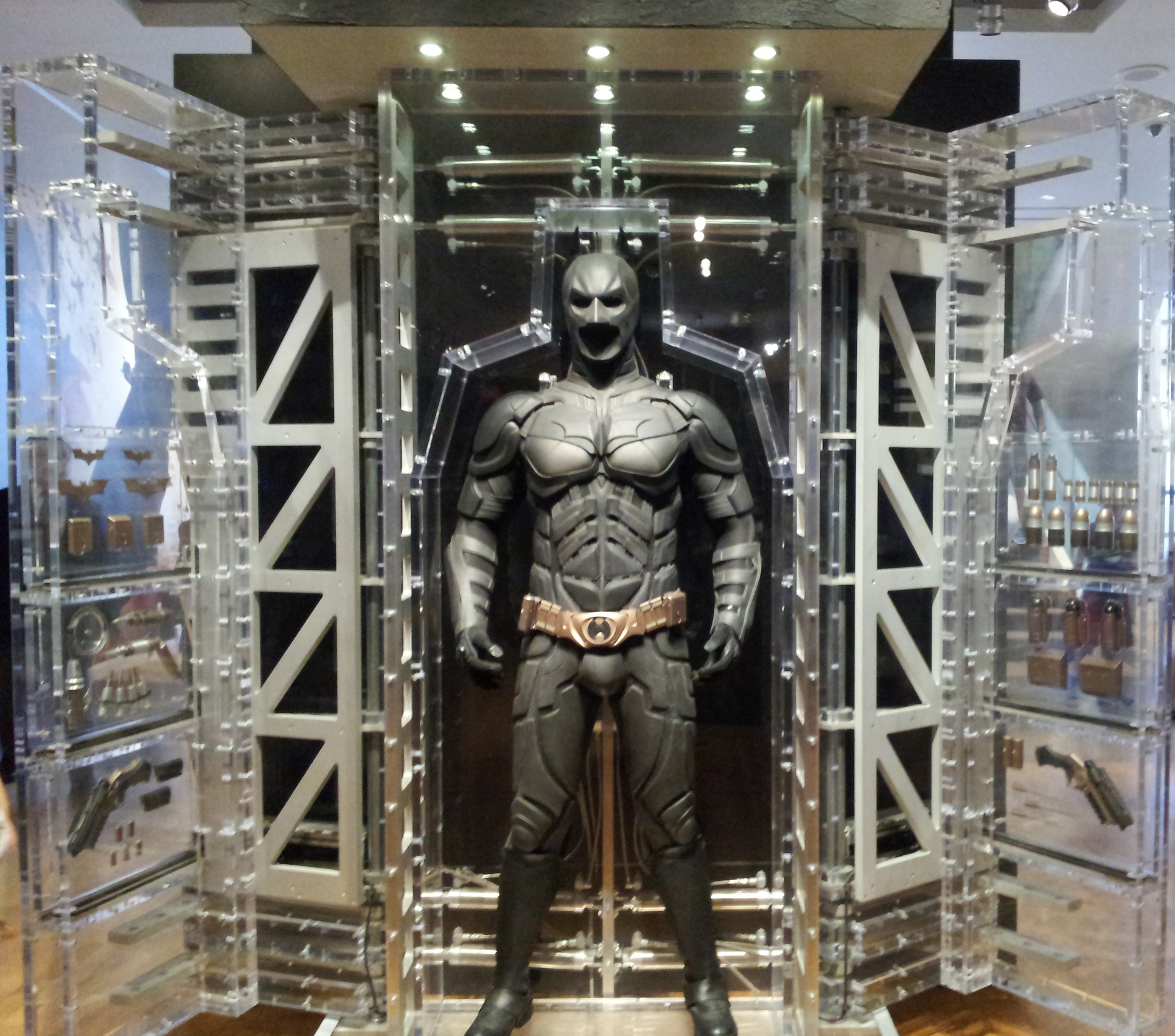
Il costume usato nel secondo e nel terzo film.

Nel secondo film, il nuovo costume è più flessibile e più leggero, realizzato con placche di kevlar temprate su fibre a triplo strato immerse in titanio ed è suddiviso in più pezzi di armatura. Ma come compromesso, la seconda armatura rende Batman più vulnerabile a coltelli e armi da fuoco a favore di agilità e velocità maggiori. Mentre la prima maschera del costume di Batman era attaccata alle spalle e al collo, la nuova maschera è ora un componente separato, che gli consente di ruotare la testa più liberamente. Inoltre, al suo interno scorre una forte corrente elettrica che impedisce a chiunque, tranne Batman, di rimuoverla, per proteggere ulteriormente la sua identità. Include anche una "visione sonar", in cui i segnali emessi dai telefoni cellulari vengono convertiti in immagini in modo simile all'ecolocalizzazione, in cui i pipistrelli usano il suono per vedere. Per visualizzare le immagini, le lenti si ripiegano dal cappuccio di Batman per coprire i suoi occhi. Esteticamente questo conferisce a Batman, per la prima volta in un film, gli occhi bianchi che sono sempre raffigurati nei fumetti e nelle trasposizioni animate. In questo nuovo costume, le iconiche lame ai lati dei guanti di Batman sono ora retrattili e possono essere lanciate.
Un'altra modifica degna di nota è un fucile ad aria compressa, che spara cariche esplosive a tempo da distanze considerevoli e può essere piegato in due metà per adattarsi allo scomparto della cintura portautensili.
Questo stesso identico costume viene riutilizzato nel terzo film. Durante il primo combattimento di Batman con Bane, il costume viene danneggiato quando Bane picchia duramente Batman e strappa via parte del cappuccio dopo aver rotto la grafite. Il resto del costume viene smaltito dagli scagnozzi di Bane dopo aver portato via un Bruce gravemente ferito. Dopo essere fuggito dalla prigione, Batman indossa un costume di scorta identico dal bunker sotterraneo.

## Concezione e sviluppo
Nel gennaio 2003, la Warner Bros. assunse Christopher Nolan, regista di Memento, per dirigere un nuovo film su Batman e, nel marzo dello stesso anno, David S. Goyer firmò per scrivere la sceneggiatura del film. Nolan dichiarò la sua intenzione di reinventare il franchise cinematografico di Batman e mostrare il passato inesplorato del personaggio, e voleva costruire una storia attorno all'umanità e al realismo, per rappresentare "una società moderna del mondo reale in cui emerge un eroe insolito". Durante la scrittura della sceneggiatura, Goyer voleva che il pubblico entrasse in empatia sia con Batman che con il suo alter ego Bruce Wayne. Come Nolan, anche Goyer voleva riavviare il franchise; il regista e lo sceneggiatore vedevano Batman come un personaggio profondo sul quale si poteva realizzare un film epico e travolgente. Nolan fu soddisfatto della richiesta dei produttori che il film non fosse vietato ai minori di 11 anni perché voleva realizzare il film che voleva vedere quando aveva 11 anni. Il personale punto di partenza di ispirazione per Nolan fu un racconto di Denny O'Neil e Dick Giordano intitolato Batman - L'uomo che cade, che seguiva i vagabondaggi di Bruce in giro per il mondo; la scena di apertura di Batman Begins, in cui il giovane Bruce Wayne cade in un pozzo, è stata adattata da tale storia. Goyer fu ispirato dalla miniserie di Jeph Loeb e Tim Sale intitolata Batman: Il lungo Halloween, con il cattivo Carmine Falcone che venne aggiunto nel film. Anche la miniserie sequel, Batman: Vittoria oscura, servì come influenza minore. Goyer ha anche aggiunto una trama secondaria al film sull'assenza pluriennale di Bruce Wayne da Gotham in Batman: Anno uno, che lo ha aiutato a sviluppare alcuni eventi del film.

### Casting

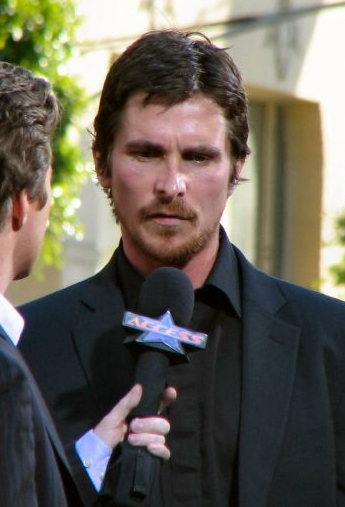
Christian Bale durante una presentazione di Batman Begins.

Christian Bale era già un attore affermato quando venne scelto per il ruolo di Bruce Wayne / Batman, ma non aveva ancora raggiunto lo status di star del cinema. Prima che fosse confermato l'11 settembre 2003, altri attori presi in considerazione furono Eion Bailey, Henry Cavill, Billy Crudup, Hugh Dancy, Jake Gyllenhaal, Joshua Jackson, David Boreanaz, Heath Ledger e Cillian Murphy (questi ultimi due verranno scelti per interpretare Joker e Jonathan Crane / Spaventapasseri nella trilogia). Per approfondire la conoscenza del suo personaggio, Bale ha studiato graphic novel di archi narrativi dedicati a Batman. Nolan ha affermato che "Bale è stato in grado di trasmettere proprio l'equilibrio tra oscurità e luce che era caratteristico del personaggio".
Bale ha notato che interpretava quattro personaggi contemporaneamente: un Batman infuriato, un finto playboy viziato (usata da Wayne per sviare i sospetti da sé stesso), un giovane ossessionato dalla vendetta e un Bruce più anziano e arrabbiato che sta scoprendo il suo scopo nella vita. In seguito rifletté su Batman come un "personaggio molto, molto oscuro e ambiguo".
Poiché aveva perso molto peso in L'uomo senza sonno (2004), Bale assunse un personal trainer per aiutarlo a guadagnare 100 libbre (45 kg) di muscoli in soli due mesi per prepararsi fisicamente per il ruolo. Inizialmente superò di gran lunga il peso richiesto e creò preoccupazione sul fatto che sarebbe sembrato adatto per la parte. Bale riconobbe che era troppo grosso per interpretare Batman, che fa affidamento sulla velocità, sull'agilità e sulla strategia; per questo motivo ha perso dei chili di troppo prima dell'inizio le riprese. Bale si allenò nel Wing Chun sotto la guida dell'artista marziale Eric Oram. L'attore bambino Gus Lewis ha interpretato un Bruce Wayne di 8 anni all'inizio del film.
L'avversione di Bale per il suo scomodo costume di Batman ha aiutato la sua interpretazione del cavaliere oscuro, poiché era perennemente di cattivo umore quando lo indossava.
Bale riprese il ruolo di Batman nel sequel di Batman Begins, intitolato Il cavaliere oscuro, uscito il 18 luglio 2008. Ha ricevuto una formazione nel metodo marziale Keysi e ha eseguito molte delle sue acrobazie. Bale ha ripreso il ruolo per l'ultima volta nel sequel Il cavaliere oscuro - Il ritorno, uscito il 20 luglio 2012. Dopo una sparatoria ad Aurora durante un'anteprima di mezzanotte del film, Bale fece visita ai sopravvissuti in un ospedale della cittadina. Nonostante il successo della trilogia, Bale ha rifiutato di partecipare a un potenziale quarto film per rispetto della visione creativa di Nolan e del fatto che la trilogia forniva un arco narrativo completo per il suo personaggio. Tuttavia, Bale non ha escluso la possibilità di tornare nel ruolo di Batman se Nolan decidesse di continuare la storia.

## Accoglienza

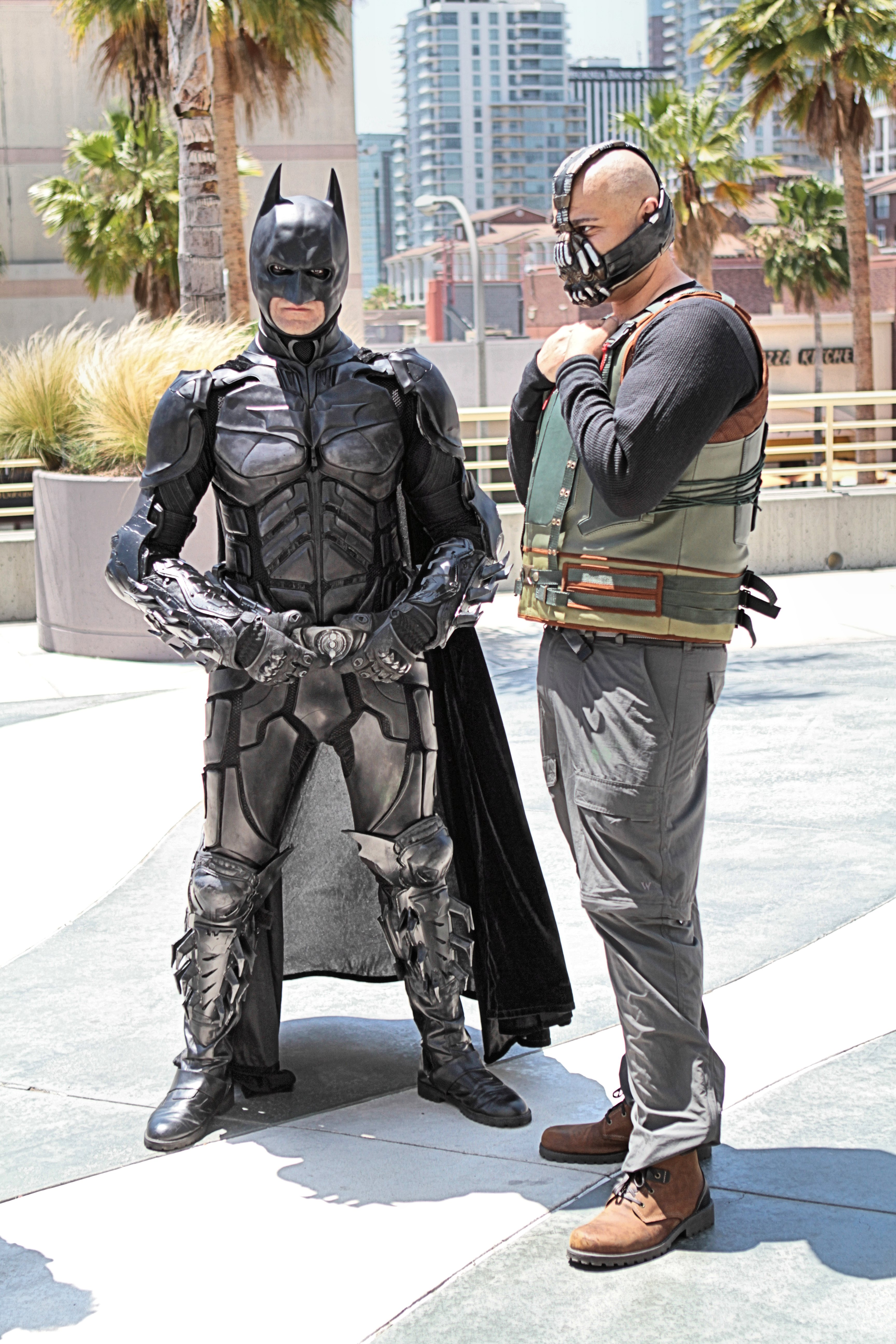
Due cosplayer vestiti dal Batman di Christian Bale e il Bane di Tom Hardy come appaiono nel film Il cavaliere oscuro - Il ritorno

L'interpretazione di Batman da parte di Christian Bale ha ricevuto ampi consensi dalla critica cinematografica, anche se lo stesso Bale ha ritenuto che avrebbe potuto dare una performance migliore.
Prima dell'uscita di Batman v Superman: Dawn of Justice (2016), The Guardian ha esaminato le precedenti interpretazioni sullo schermo di Batman, inclusa quella di Bale, e l'ha definita la più equilibrata e realistica, specialmente in Batman Begins, riassumendo che "Bale ci ha dato un Batman che in qualche modo potevamo credere esistesse".
Attualmente, Il cavaliere oscuro e Il cavaliere oscuro - Il ritorno sono i film di maggior incasso della carriera di Bale. Il cavaliere oscuro è considerato uno dei più grandi film degli anni 2000 e il ruolo di Batman ha portato Bale alla fama internazionale. Ha ricevuto numerose nomination ai premi per il ruolo in tutti e tre i film, tra cui la vittoria come miglior attore agli Empire Awards 2009.